# Bōsōzoku

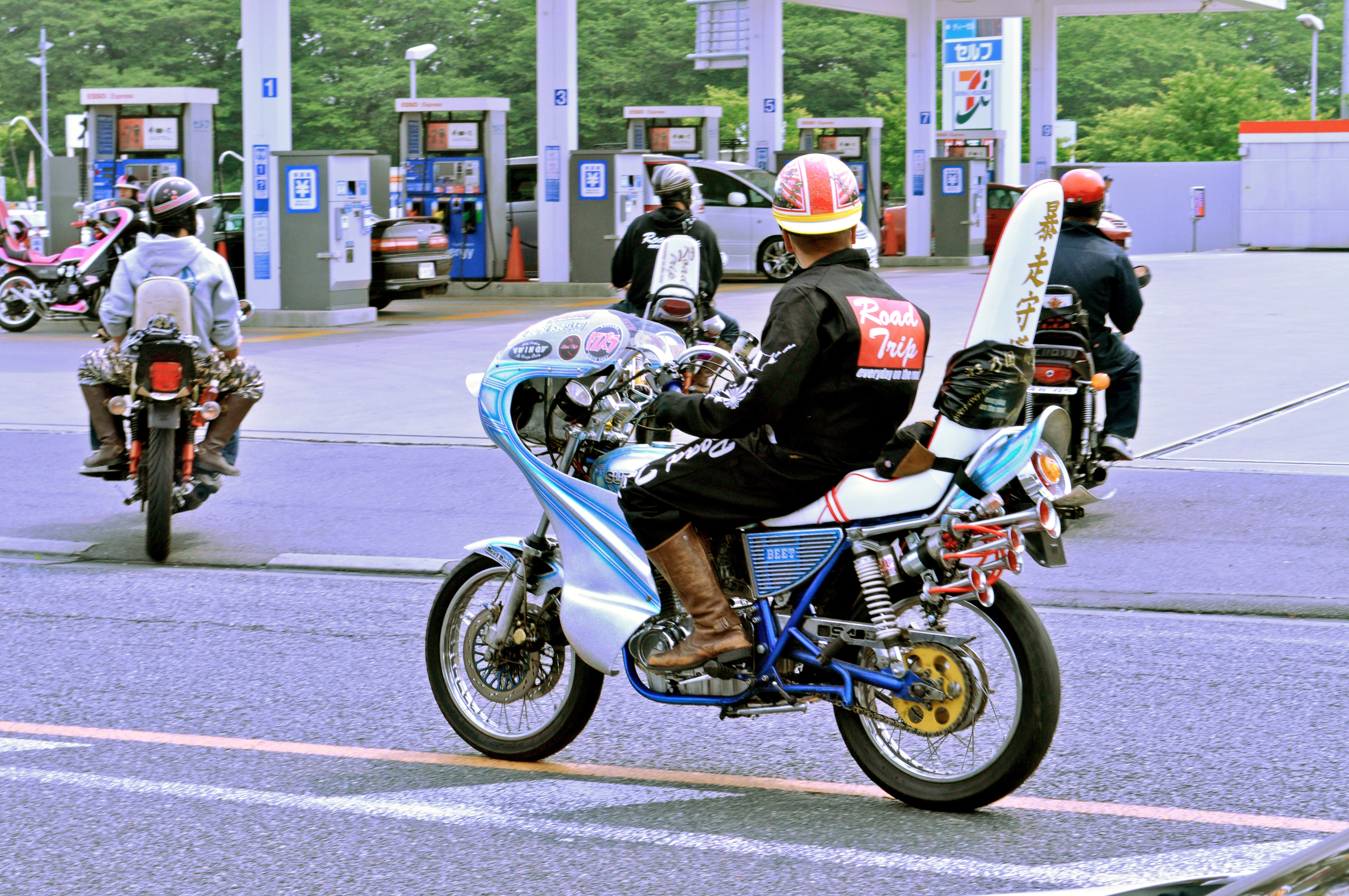
Gruppe Bōsōzoku-Fahrer (2013)

Bōsōzoku (japanisch 暴走族; wörtlich ‚brutal rennender Stamm‘) ist eine japanische Subkultur, die den westlichen Rockern und Motorradclubs ähnelt: Es handelt sich um Gruppen meist junger Männer, die das gemeinsame Interesse teilen, ihre Motorräder (oft auch unerlaubt) zu modifizieren. Die Veränderungen an den Maschinen beinhalten häufig das Entfernen von schalldämpfenden Teilen, damit die Motorengeräusche drastisch lauter sind.

## Sozialer Hintergrund
Der Kriminologe Joachim Kersten beschreibt das Phänomen Bosozoku als eine Subkultur japanischer Jugendlicher mit der Neigung zu deviantem gesellschaftlichem Verhalten. Auch Ikuya Sato, der selbst einer solchen Gruppe in Kyoto für einige Jahre angehörte und in systematischen Beobachtungen und zahlreichen Befragungen das Milieu untersuchte, spricht von einer Subkultur, wie sie in verwandter Form auch in anderen Ländern begegne. Die für Japan typische „Life-style“-Form der Bosozoku breitete sich seit den 1950er Jahren rapide im Lande aus und erfasste zunächst vor allem junge Männer zwischen 15 und 21 Jahren, vorrangig sozial benachteiligter Schichten. In dem Abgleiten in deviante Verhaltensweisen und kriminelle Gruppenrituale entschleiern sich für Sato gesellschaftspolitisch begründete soziale Probleme. Hinzu kommt nach seiner Vorstellung das aufbegehrende Austragen eines Generationenkonflikts, das Protestverhalten einer Jugend, die sich in ihren Zielen und Normen bewusst von den ihnen von der Erwachsenenseite aufgedrängten absetzen will: Der Name bososoku bedeutet ‚Stamm der wilden Fahrer’ oder ‚Stamm außer Kontrolle’, und dieser Name entspricht dem Charakterbild, das sich sowohl Bandenmitglieder als auch Außenstehende von den Teilnehmern an den sogenannten Rennen, der wichtigsten Aktivitäten dieser Gruppe machen.
Im Unterschied zu den europäischen Straßenrennen, die weitestgehend ungeschützt in Form einzelner Fahrerduelle ausgetragen werden, rasen die japanischen Bosozokufahrer in größeren Gruppen durch die nächtlichen Innenstädte. Sie unterwerfen sich strengen, auch sicherheitsrelevanten Regeln. So darf die Spitzenmaschine, welche die (variable) Route vorgibt, nicht überholt werden. Begleitende Autos halten dem Korso durch Einschüchterung der anderen Verkehrsteilnehmer mittels Hupgetöse, Motorenlärm und Blendscheinwerfern die Bahn frei. Eine Nachhut verhindert mit ketsumakuri (Schwanzwedeln) über die ganze Straßenbreite ein Eindringen von Polizeifahrzeugen in das Renngeschehen. Zudem kennzeichnet sich das Bosozoku durch artistische Einlagen wie einen fliegenden Fahrerwechsel (raidaa chenji), das Funkenschlagen durch Streifen des Straßenpflasters oder der Bordsteinkanten mit der Maschine (hanabi) oder kunstvolles Zick-Zack-Fahren (vonshasen kama).

## Aktivitäten
Die Bosozoku unternehmen außerdem Ausfahrten mit riskanter Fahrweise, beispielsweise dem Hin- und Herwechseln von einer Straßenseite zur anderen, das Ignorieren von Ampeln auf Rot, auch ohne Helm zu tragen. Die Polizei in Japan nennt sie maru-so (Polizeicode: マル走).
Zu ihren Aktivitäten gehört auch das sogenannte shinai bōsō (市内暴走), das bewusste Übertreten des Tempolimits. Es ist kein richtiges Rennen, da typischerweise zum Nervenkitzel, nicht zur Erhebung eines Schnellsten, veranstaltet.
Bei einer Vielzahl beteiligter Autos (oder Krafträdern) ist das führende mit dem sentōsha (先頭車) bemannt, dem Leiter, der verantwortlich für den Anlass ist. Niemand darf ihn überholen. Andere Fahrer halten Ausschau nach Fahrzeugen von hinten oder von der Seite.
Obwohl Bosozoku auch Rennen fahren, bevorzugt manche Gruppe das bloße bōsō, „brutal“ zu fahren. Die Gruppen tunen ihre Abgassysteme so, dass sie besonders laut sind und fahren mit Geschwindigkeiten von zwischen fünf und zehn Meilen pro Stunde durch Vorstädte, wobei sie kaiserlich-japanische Flaggen schwenken und lautstark Obszönitäten von sich geben. Gelegentlich kam es auch schon vor, dass Mitglieder der Gruppen Brandflaschen warfen und Schwerter/Speere bei sich trugen, wobei sie Zuschauer provozierten.
Bōsōzoku-Mitglieder werden tendenziell als Kriminelle und Außenseiter aufgefasst, es wird gemeinhin über Bosozoku-Gruppen gesagt, dass sie Rekrutierungsfeld der Yakuza seien. Nur vereinzelte Bosozoku-Mitglieder sind älter als zwanzig, da sie dann als Erwachsene nach japanischem Recht gelten und einen Eintrag ins Strafregister riskieren, außerdem werden sie als unreif und kindisch angesehen.
Die Gruppen traten erstmals in den 1950er Jahren auf, als die japanische Jugend sich vermehrt Autos und Motorräder leisten konnte. Die ersten Bōsozōku wurden als kaminari-zoku (雷族, „Donner-Gangs“) bekannt.
Es gibt Bōsōzoku-Klubs in ganz Japan, sogar weibliche Motorradcliquen, die sich über Mode und angepasste Motorräder identifizieren. Mitglieder partizipieren bei Massenrallyes und haben untereinander Bandenkriege. Als Mode- und Jugendsubkultur sind Bōsōzoku ein Ziel zunehmenden staatlichen und polizeilichen Druckes.

## Motivationslage
Die nach Sato am häufigsten zu lesenden Deutungsversuche in den japanischen Publikationsorganen weisen auf das Ausleben eines Triebs hin, seine Frustration auszudrücken. Das allgemein als kriminell abgelehnte Bandengehabe wird als Ventil gesehen, negative Gefühle auszuagieren. Sato zitiert dazu den Psychologen Kaneto: Sie sind sich bewusst, außerhalb der Gesellschaft zu stehen und versuchen nun, durch das Rennen ihr Bedürfnis nach Anerkennung und positivem Selbstgefühl zu befriedigen, das in der Schule oder am Arbeitsplatz unbefriedigt bleibt. (Kaneto, 1981 nach Sato S. 212). Er verweist jedoch bereits darauf, dass es sich bei diesen Äußerungen zu der Problematik um bloße ‚Mutmaßungen’ handelt, denen empirische Untersuchungen und gesicherte Belege fehlen.
Die eigenen, auf Interviews mit 1224 Jugendlichen basierenden Analysen Satos ergaben, dass bei den Befragungen immer wieder die Begriffe spiido (Geschwindigkeit) und suriri (Erregung) auftauchen und er schließt daraus, daß das Rennen als asobi (Spiel), als eine intrinsisch vergnügliche Aktivität erlebt wird. Im Gegensatz dazu werden die Begriffe „Frustration“ und „Minderwertigkeitskomplexe“ den Bosozoku-Mitgliedern ausschließlich von Außenstehenden als Motive zugeschrieben. Die Rennen der Bosozoku, die nach strengen Regeln ablaufen, werden nach der Darstellung Satos nicht nur als Nervenkitzel gesucht und erfahren, sondern als Gelegenheit genutzt, einen höheren Bewusstseinszustand und ein gestärktes Selbstbewusstsein zu erleben.
Der Spielcharakter der Bosozoku-Rituale wird auch von dem Wagnisforscher Siegbert A. Warwitz als Hauptmotiv gesehen. Er stellt dabei eine Reihe von Parallelen, aber auch Unterschiede zu den von ihm speziell untersuchten deutschen „Crashkids“ sowie den englischen „Speedboys“ und ihren Straßenrennen fest und spricht von einem „Flow-Erleben“, das in den Aussagen der Befragten immer wieder erkennbar werde: Betäubt vom Donnern und Röhren der Maschinen und den Auspuffgasen der Motoren geraten sie in einen Rauschzustand. Sie verstehen sich als Teufelskerle mit Lust auf Wagnis und Gefahrenbewältigung. Nach Warwitz steht bei ihnen aber nicht das Suchen der Gefahr im Vordergrund. Die physischen und sozio-kriminellen Bedrohungen werden zwar nicht ausgeblendet. Sie sind präsent und Teil des Abenteuerspiels. Sie werden aber nur als notwendiges ‚Vehicle’ gesehen, die eigenen Fähigkeiten herauszufordern und das persönliche Problemmanagement auszutesten. Es wird das Bewusstsein von Kompetenz, Können und Kontrolle angestrebt, das Selbstsicherheit und Glücksgefühle verleiht. Dabei werden bestimmte Sicherungsmaßnahmen eingebaut und die Gefahr der Überforderung und Auslieferung an ein unberechenbares Schicksal eingegrenzt:

„Was dem oberflächlichen Betrachter als primitive Suche des physischen Risikos, als Sucht nach dem Kick, als Ausleben einer minderwertigen Geltungssucht, als irrationale Verwegenheit, als mutwillige Gefährdung des Lebens erscheint,[…] entschlüsselt sich dem seriösen Untersucher bei genauer Analyse als eine jugendtypische Methode der Identitätsfindung, als Versuch von Heranwachsenden, sich selbst und die Freunde in ihren Potenzialen und Grenzen auszuloten. […] Das Risiko erscheint notwendig, um das eigene Können herauszufordern und beweisen zu können.[…] Das Bewusstsein der Gefahr spielt eine untergeordnete Rolle gegenüber dem Gefühl des Könnens, der Kompetenz und der Kontrolle der Situation, das den Flow bewirkt.“

Das lustvolle Abenteuerspiel, sich von der Polizei verfolgen zu lassen und die von ihr repräsentierte Allmacht der Gesellschaft im Schutze der Gruppe auszutricksen, ist Teil des Vergnügens, das beglückt. Die Erfahrung, ein bestimmtes Gefühl von Leistungsfähigkeit und Selbstsicherheit in einer Gemeinschaft Gleichgesinnter ausleben zu können und in einer Art kollektiven Rausches wohlig aufgehoben zu sein, verleiht ein Hochgefühl, das zwar durchaus auch eine Beachtung von außen wünscht, das aber hauptsächlich die unmittelbare Bestätigung in der Peergroup genießt und weitestgehend im sich selbst belohnenden  autotelischen Erleben  aufgeht. Es handelt sich um eine kreative Form, über artistisches Können und Gruppendisziplin sowie über ein gemeinsames Rauscherlebnis wenigstens vorübergehend ein erhöhtes Selbstgefühl, eine Art heroisches Selbstbild, von sich aufzubauen und zu erleben.

## Stereotype und Darstellung in den Medien

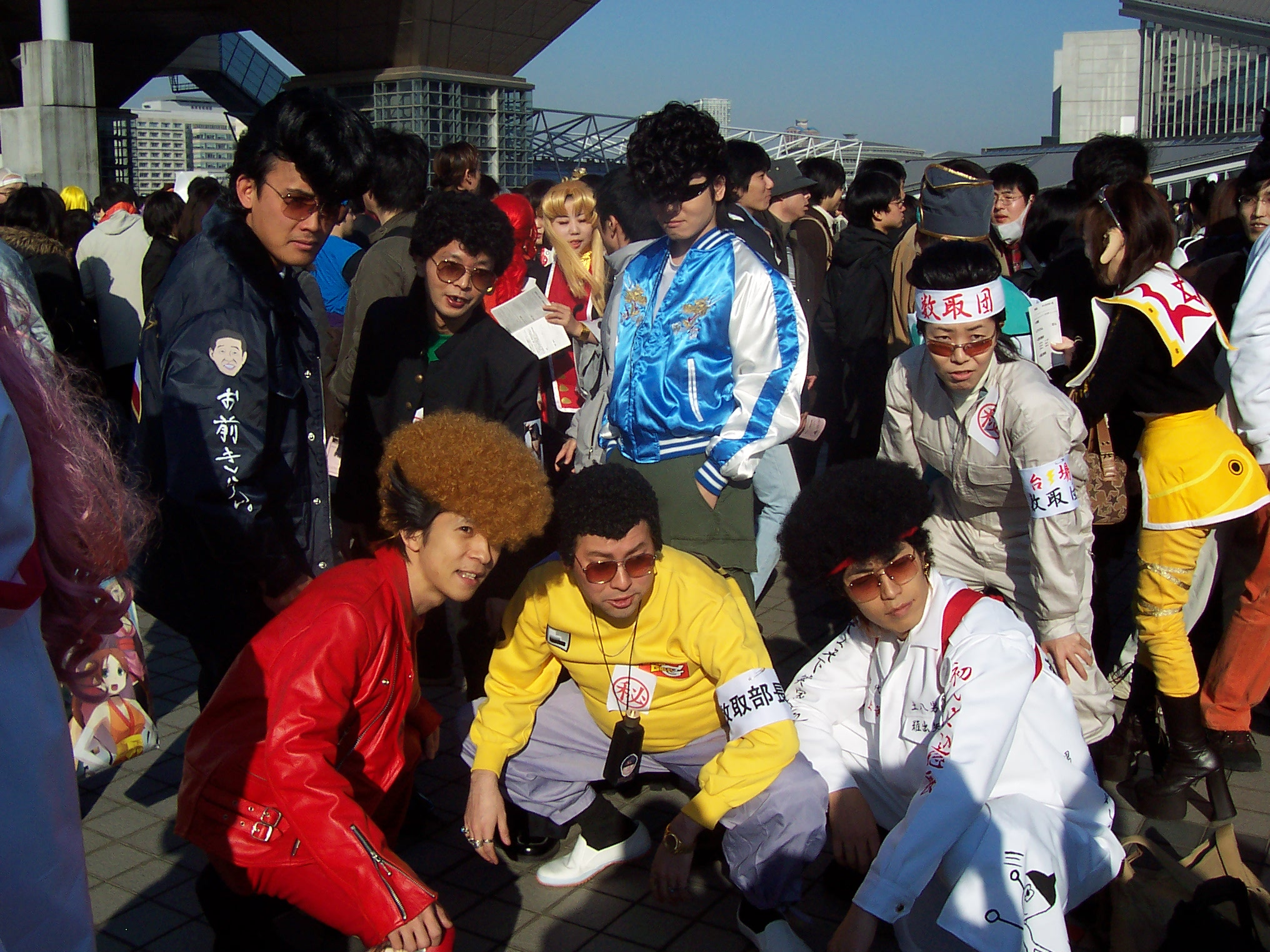
Stereotype Darstellung als Cosplay

Der stereotypische Bōsōzoku-Aufzug wird in manchen Medien Japans (zum Beispiel Anime, Manga und Film) oftmals porträtiert und karikiert.
Das Bild, das die Medien wiedergeben, zeigt die Bōsōzoku-Mitglieder oft in einer Uniform aus Overall oder einem tokko-fuku (特攻服), ein militärischer Übermantel mit Sprüchen in Kanji-Schriftzeichen, der üblicherweise offen und ohne darunterliegendes Hemd getragen wird, sodass der Blick frei ist auf bandagierte Torsos und sackartige, in große Stiefel gesteckte Hosen.
Tokko-Fuku bedeutet „Spezielle Angriffsuniform“, in Anlehnung an die Uniform der Kamikaze-Piloten.
Die Uniformen sind oft mit militärischen Slogans verziert, Patches der „Aufgehenden Sonne“, alten chinesischen Schriftzeichen oder sogar Manji-Swastikas. Oft binden die Mitglieder der Gruppe sich einen Tasuki um, eine Schärpe, die in einem X um den Torso geschlungen wird, inspiriert durch japanische Zweiter-Weltkriegs-Piloten. Lederjacken sind oft mit Club-/Ganglogos geschmückt, und sogar ganze Vollleder-Anzüge kommen als Elemente des Bosozoku-Looks vor.
Unter anderem gibt es bei der Bosozokukleidung auch runde oder Rundum-Sonnenbrillen, lange Hachimaki-Stirnbänder mit Kampfsprüchen und ein pompadourhafter Haarstil, der am ehesten jenem der „Greaser“/„Rocker“ gleicht und auch mit Yakuza-Mobstern assoziiert wird. Die „Punch perm“-Frisur, eine Art Dauerwelle, wird als üblicher Bosozoku-Haarstil erachtet. Auch Atemschutzmasken werden gerne getragen, mit dem Effekt, dass diese die Identität ihrer Träger verhüllen und in Japan kein Aufsehen erregen (solche Masken werden auch von Allergikern getragen, besonders im Herbst).
Weibliche Mitglieder sind vergleichbar gekleidet, aber femininer, mit langem, oftmals eingefärbtem Haar, hochhackigen Stiefeln, und ausladend geschminkt.
Bōsōzoku sind dafür bekannt, ihre Krafträder in eigentümlicher, auffallender Weise zu modifizieren. Ein typisches modifiziertes Bosozoku-Kraftrad war ursprünglich ein durchschnittliches japanisches Straßenmotorrad, das Elemente der amerikanischen Chopper mit jenen der britischen Cafe Racer kombiniert: Zum Beispiel treffen Vollverkleidungen, wie man sie bei „Café racern“ sieht, auf erhöhte Handgriffe, wie sie Chopper haben. Verbreitet sind grelle Lackierungen mit Motiven wie Flammen oder der Aufgehenden Sonne im Kamikazestil.
Oft sind die Vehikel mit Aufklebern oder Flaggen verziert, die das Gang-Logo oder -Symbol zeigen.
Es gibt regionale Eigenarten: Ibaraki-Bosozoku sind beispielsweise dafür bekannt, ihre Motorräder farbenreich grell zu gestalten (zum Beispiel leuchtendes Gelb oder Pink). Oft haben sie drei oder vier Verkleidungsschalen in turmartiger Weise angeordnet. Es gibt auch Verzierungen, die einer Weihnachtsbeleuchtung ähneln.
Das zweite Fortbewegungsmittel der Gruppen sind Autos, die ähnlich modifiziert werden. Bevorzugt werden normalerweise viertürige Limousinen, unter denen zwei Arten des Bodystylings am verbreitetsten sind: Der VIP-Stil (viel Metall, verbreitert, mit Entenschwanzspoiler und tieferer Federung, extravagant gestyltes Interieur) und der Group 5-Stil (Weite Karosserieerweiterung ähnlich seinen 1970er Pendants aus der Rennszene).

## Bōsōzoku in der Popkultur
- God Speed You! Black Emperor – ein 1976er Dokumentarfilm über eine Gruppe Bōsōzoku.
- Bukkomi no Taku – Ein Manga aus den frühen 1990er Jahren, über Taku, ein Möchtegern-Bosozoku, der schließlich eine prominente Stellung zwischen den rivalisierenden Gruppen Yokohamas erlangt.
- Akira – beinhaltet Bōsōzoku, die vor einem Cyberpunk-Szenario agieren. Ein Unfall auf einer Autobahn während eines Hochgeschwindigkeitsrittes ist die Ausgangslage der ganzen Handlung.
- Shōnan Jun’ai Gumi! – Ein Manga über zwei Bōsōzoku-Mitglieder, Eikichi Onizuka und Ryuji Danma, die versuchen, ihren Lebensstil hinter sich zu lassen, um mehr Chancen beim anderen Geschlecht zu haben.
- Great Teacher Onizuka – Nachfolger von „Shōnan Jun’ai Gumi!“. Eikichi wird Lehrer an einer Oberschule und nutzt sein Wissen aus früheren Tagen, um renitente Schüler des Schulhauses zu bändigen oder Jugendlichen zu helfen, die in Schwierigkeiten stecken.
- Shimotsuma Monogatari – Ein Film/Manga, der auf einem Roman gründet, der von zwei Mädchen sehr verschiedenartiger Herkunft handelt; eines davon Mitglied einer Bōsōzoku-Bande.
- Fruits Basket – Kyoko Honda war einmal Anführer einer Bōsōzoku-Gruppe und bekannt unter dem Namen „The Red Butterfly“, während Arisa Uotani zu einer anderen Gruppe gehörte, die sich „The Ladies.“ nannte.
- Die Kunio-kun-Videospiel-Serie beinhaltet eine Gruppe namens „Yokohama Funky“ von Shinji geführt im ersten Spielhallenspiel, Nekketsu Kouha Kunio-kun (Als Renegade bekannt in den USA und Europa). Er hat sein Comeback in anderen Spielen, Kunio Tachi no Banka (für Super Famicom/SNES) und Kunio no Nekketsu Tōkyū (auch „Dodgeball“) Densetsu (für Neo Geo). Bōsōzoku-Rüpel sind in anderen Teilen der Serie außerdem Gegner des Spielers.
- Black Rain – Beinhaltet eine Bōsōzoku-Bande auf Dirtbikes, deren Führer, Sato, für ein japanisches Verbrechersyndikat arbeitet. Möglicherweise der erste amerikanische Film, in dem Bosozoku vorkommen.
- Crazy Thunder Road (狂い咲きサンダーロード) – Ein japanisches „B-Movie“ von 1980 (Regie: Sōgo Ishii) über Bōsōzoku vor postapokalyptischem Hintergrund.
- Yokusuka Jump Squadron, eine Fraktion in Kaiju Big Battel
- Weezers Video zur Single „Dope Nose“ (2002) zeigt Bōsōzoku.
- Kishidan (氣志團), japanische Rockband, trägt gelegentlich Bōsōzoku-Look.
- The Fast and the Furious: Tokyo Drift zeigt auch eine Bōsōzoku-Gang, geführt von D.K. („Drift King“, der Haupt-Antagonist).
- Guitar Wolf, eine japanische Punkrock-Band.